# Wolfgang Windgassen

Autogramm 1967

Wolfgang Fritz Hermann Windgassen (* 26. Juni 1914 in Annemasse, Frankreich; † 8. September 1974 in Stuttgart) war ein deutscher Opernsänger (Tenor) und Professor der Musikhochschule Stuttgart.

## Leben
Wolfgang Windgassen wurde 1914 in Annemasse als Sohn des Heldentenors Fritz Windgassen und der Koloratursopranistin Vali von der Osten geboren. Die Schwester der Mutter, Eva von der Osten, war Opernsängerin (Sopran) und -regisseurin an der Dresdner Semperoper.
Zunächst wurde Wolfgang Windgassen technischer Volontär an der Stuttgarter Oper, studierte dann aber Gesang bei Alfons Fischer und bei seinem Vater an der Stuttgarter Musikhochschule. Am Stadttheater Pforzheim debütierte er 1939 als Pinkerton in Madame Butterfly.
Nach Kriegsende kam er 1945 an die Staatsoper Stuttgart, wo er zunächst lyrische Partien sang wie den Tamino in der Zauberflöte, den Hoffmann in Hoffmanns Erzählungen sowie viele Rollen aus dem italienischen Fach (La traviata, Ein Maskenball, Rigoletto, Die Macht des Schicksals, Aida, La Bohème, Tosca, Madama Butterfly, Bajazzo, Cavalleria rusticana), aber auch Rollen aus dem Zwischenfach wie den Florestan in Fidelio und den Max im Freischütz. 1946 sang er in der deutschen Erstaufführung der Oper Mathis der Maler von Paul Hindemith in Stuttgart den Schwalb.
Windgassen war enger Mitarbeiter des Wagner-Enkels Wieland Wagner. Mit ihm als Regisseur und Festspielleiter zusammen modernisierte er die die Bayreuther Festspiele nach dem Zweiten Weltkrieg.
Ab 1950 übernahm er Wagner-Partien, sein erster Siegmund in der Walküre war 1951 in Stuttgart ein durchschlagender Erfolg. Von 1951 bis 1970 sang er bei den Bayreuther Festspielen alle großen Wagner-Partien: den Erik, Tannhäuser, Lohengrin, Loge, Siegmund, Siegfried, Walther von Stolzing, Tristan und Parsifal. Unter der Förderung und Führung Wieland Wagners wuchs er hier zum großen Sänger-Schauspieler, der, wie seine langjährige Bühnenpartnerin Martha Mödl es einmal ausdrückte, „seine Partien nicht mehr spielt und singt, sondern der einfach Tristan, Siegfried und Parsifal ist! So mögen diese Verkörperungen in der Wunschvorstellung Richard Wagners gelebt haben.“ Der Dirigent Karl Böhm urteilte: „Windgassen ist einer der so seltenen Glücksfälle, in denen die Natur alles nur Wünschenswerte zusammengetragen hat: Stimme, Musikalität, Aussehen, Intelligenz und höchstes künstlerisches Verantwortungsbewusstsein … Wer auch nur einen Funken künstlerischer Aufnahmefähigkeit besitzt, muss von der unbeschreiblichen Gestaltungskraft Windgassens hingerissen sein. Wer davon unberührt bleibt, dem ist nach meiner Meinung nicht zu helfen.“
Windgassens Repertoire umfasste aber nicht nur Wagner-Partien. Weitere Glanzrollen waren Adolar in Webers „Euryanthe“, der Kaiser in „Die Frau ohne Schatten“ von Richard Strauss, Florestan in „Fidelio“ und Otello in Verdis gleichnamiger Oper. Häufig sang er auch den Eisenstein aus der „Fledermaus“ von Johann Strauss und zuletzt auch den Prinzen Orlofsky in einer Fernsehinszenierung.
Zahllose Gastspiele führten ihn an alle führenden Opernhäuser in Europa (u. a. Wien, London, Paris, Mailand, Barcelona), Südamerika (Buenos Aires), Australien (Sydney) und den USA (Met, San Francisco). Trotz verlockender Angebote hielt er seinem Stammhaus, der Staatsoper Stuttgart, bis zuletzt die Treue. Jeden Tag rief er, wenn er erreichbar war, um vier Uhr an, um zu fragen, ob die Abendvorstellung gesichert sei oder ob man ihn brauche.
Seit 1970 inszenierte er auch Opern, von 1972 bis 1974 war er künstlerischer Direktor der Stuttgarter Staatsoper, von 1963 bis 1972 Präsident der Genossenschaft Deutscher Bühnen-Angehöriger.

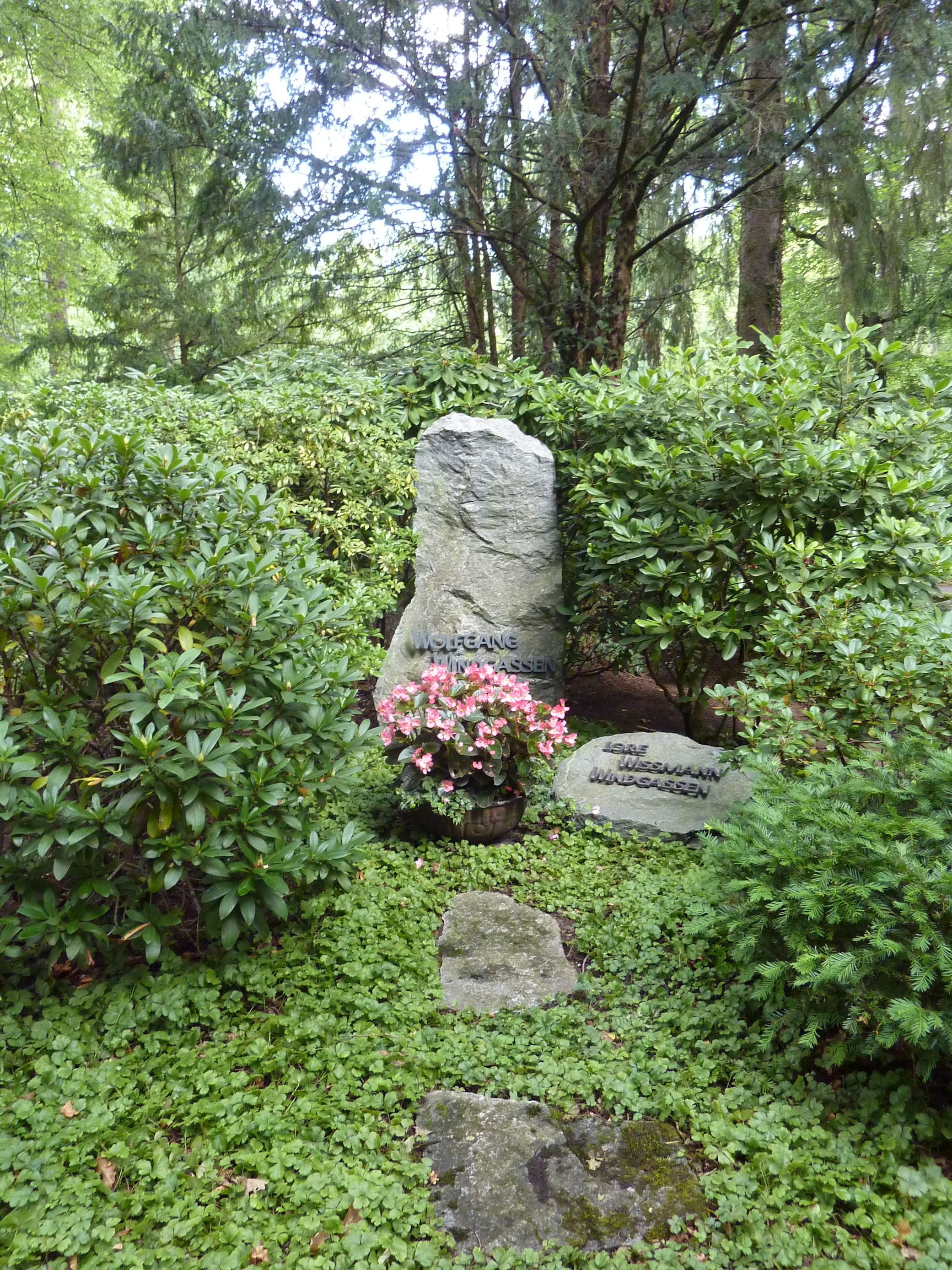
Grab von Wolfgang Windgassen und Ehefrau Lore Wissmann

Am 8. September 1974 starb er unerwartet an Herzversagen, nachdem er noch an seinem 60. Geburtstag an der Stuttgarter Oper den Tannhäuser gesungen hatte. Windgassens Grab befindet sich auf dem Waldfriedhof Stuttgart.

## Ehrungen
- 1972: Großes Verdienstkreuz der Bundesrepublik Deutschland[5]

## Filme
- 1972: Die Fledermaus (1972)
- 1973: Schwarzwaldmädel (1973)

## Diskographie
Auswahl, soweit nichts anderes angegeben, handelt es sich um Gesamtaufnahmen:
- Windgassen – Ein Sängerporträt. Aufnahmen 1950 bis 1958. Dir.: Ferdinand Leitner u. a. (Uracant in Zusammenarbeit mit dem SWR).
- Florestan in Ludwig van Beethoven: Fidelio. Wien 1953. Dir.: Wilhelm Furtwängler (EMI).
- Florestan in Ludwig van Beethoven: Fidelio. Wien 1953. Dir.: Herbert von Karajan (Walhall).
- Galba in Eugen d’Albert: Die toten Augen. Stuttgart 1951. Dir.: Walter Born (Myto Records).
- Aegisth in Richard Strauss: Elektra (HRE).
- Gerard in Carl Maria von Weber: Euryanthe. Stuttgart Oper live 8. Januar 1954 Dir.: Ferdinand Leitner (Walhall).
- Otello in Giuseppe Verdi: Otello (Querschnitt) 1967. Dir.: Otto Gerdes (Deutsche Grammophon).

Werke von Richard Wagner:
- Rienzi in Rienzi 1957. Dir.: Lovro von Matacic (Living Stage).
- Erik in Der Fliegende Holländer 1953. Dir.: Ferenc Fricsay, (Deutsche Grammophon); Bayreuth 1955. Dir.: Hans Knappertsbusch (Melodram).
- Tannhäuser in Tannhäuser. Bayreuth 1955. Dir.: André Cluytens (Walhall).
- Tannhäuser in Tannhäuser. Bayreuth 1962. Dir.: Wolfgang Sawallisch (Philips).
- Lohengrin in Lohengrin. Bayreuth 1953. Dir.: Joseph Keilberth (Teldec).
- Walther von Stolzing in Die Meistersinger von Nürnberg (Ausschnitte) 1952. Dir.: Ferdinand Leitner u. a.
- Walther von Stolzing, Bayreuth 1956 Dir.: André Cluytens (Music and Arts); Bayreuth 1960, Dir.: Hans Knappertsbusch (Melodram).
- Tristan in Tristan und Isolde. Bayreuth 1966, Dir.: Karl Böhm (Deutsche Grammophon).
- Tristan, Staatsoper Stuttgart 1973, Dir.: Carlos Kleiber (Living Stage).
- Tristan (Szenen). Dir.: Hermann Weigert, Ferdinand Leitner.
- Parsifal in Parsifal. Bayreuth 1951 (Teldec), Bayreuth 1952 (Archipel records), Bayreuth 1954 (Melodram), Dir.: Hans Knappertsbusch

Der Ring des Nibelungen:
- Siegmund in Die Walküre. Stuttgart 1951 (nur 1. Aufzug). Dir.: Ferdinand Leitner (Deutsche Grammophon).
- Loge in Das Rheingold. NDR Hamburg 1952. Dir.: Wilhelm Schüchter (Gebhardt).
- Loge in Das Rheingold, Siegmund in Die Walküre. RAI Roma 1953, Dir.: Wilhelm Furtwängler (EMI, Gebhardt).
- Siegfried in Siegfried und Götterdämmerung. Bayreuth 1953, Dir.: Clemens Krauss. (Archipel)
- Siegfried in Siegfried und Götterdämmerung. Bayreuth 1953, Dir.: Joseph Keilberth (Andromeda).
- Siegmund in Die Walküre. Bayreuth 1956. Dir.: Hans Knappertsbusch (Melodram).
- Siegfried in Siegfried und Götterdämmerung. Bayreuth 1955 (stereo!), Dir.: Joseph Keilberth (Decca/Testament).
- Siegfried in Siegfried und Götterdämmerung. Bayreuth 1956 und 1958, Dir.: Hans Knappertsbusch (Melodram).
- Siegfried in Götterdämmerung. Bayreuth 1957, Dir.: Hans Knappertsbusch (Melodram).
- Siegfried in Siegfried (1962) und Götterdämmerung (1964). Dir.: Georg Solti (Decca).
- Loge in Rheingold, Siegfried in Siegfried und Götterdämmerung. Bayreuth 1967, Dir.: Karl Böhm (Philips).